# 中島諭宇樹
中島 諭宇樹（なかしま ゆうき、本名同じ、1979年7月21日 - ）は、佐賀県出身の日本の漫画家。

## 略歴
伊万里市立伊万里中学校、佐賀県立伊万里高校を経て千葉大学文学部卒業。中学、高校では美術部に所属し、高校時代は生徒会長も務めた。大学では漫画研究会に所属した。
2003年『赤マルジャンプ』2003SPRING（集英社）に掲載の「天上都市」でデビュー。同作で第8回ストーリーキング漫画部門準キング受賞。以後、雑誌『週刊少年ジャンプ』とその系列誌を中心に作品を発表している。2019年現在、アナログで作画している。千葉県千葉市在住。

## 作品リスト
- バウロア氷原騎士団 - 2001年11月（第64回）天下一漫画賞最終候補（未発表）。国土の7割もが氷に閉ざされた王国バウロアには、ゴブリンから村を守るべく2人（ペア）で百騎を制する騎士がいた。スケートとバトルを組み合わせたファンタジー作品[6]。
- 天上都市（『赤マルジャンプ』2003SPRING読切） - はるか未来、天空に浮遊する都市で「バードマン」という鳥人間に人類が支配されている世界を舞台としたファンタジー作品。52ページ。
- 人造人間ガロン（『週刊少年ジャンプ』2003年46号読切） - 長く続いた戦争によりロボット・アンドロイド関連の技術だけが突出して発達している世界を舞台とした、SFファンタジー作品。53ページ。
- ホライズン エクスプレス（『青マルジャンプ』センターカラー読切）- 科学技術が失われた未来、荒野を走り続ける巨大な鉄道列車を舞台としたSFファンタジー作品。59ページ。
- 切法師（『週刊少年ジャンプ』2004年39号読切） - ジャンプ金未来杯参加作。49ページ。
- 切法師（『週刊少年ジャンプ』2005年26号〜44号連載）
- トルネードジャンクション！（『赤マルジャンプ』2006SPRING 巻頭カラー読切） - 荒野の中に点在する街を高速道路が繋いでいる世界で、その一大拠点「トルネード・ジャンクション・サービス・エリア」を舞台としたSFアクション作品。65ページ。
- 紅 kure-nai（『赤マルジャンプ』2007SUMMER 読切） - コンテ構成（ネーム）担当。
- クオンタム・ツイン（『赤マルジャンプ』2008SPRING 読切） - 科学部部長の仕業により2人になってしまった（「量子的双子」）少年のドラマを描くSF作品。57ページ。
- ミウ＆リシェ 〜陽のあたらないピラミッド〜（『ジャンプスクエアセカンド』Vol.002読切） - ファンタジー作品。59ページ。
- エレメントハンター（『Vジャンプ』2009年8月号〜2010年7月号連載） - SFアニメ作品の漫画化だが、大筋以外の展開はオリジナル色が強い。SF設定は金子隆一が担当。
- デジモンクロスウォーズ（『Vジャンプ』2010年8月号〜2012年5月号〔2011年1月号は休載〕連載、『最強ジャンプ』第1号（2011年1月17日号）〜春号（2011年5月15日号）掲載） - アニメ『デジモンクロスウォーズ』のコミカライズ（一部オリジナルストーリー）。
- ひまスペ兎!(≧ω≦)（『ジャンプSQ.19』2010年春号〜2012年Vol.03〔2010年秋号と2012年Vol.02は休載〕連載） - 設定協力：川村巧。正式タイトルは末尾のアスキーアートに耳が付いて兎になっている[注 1]。
- ドラゴンクエスト 蒼天のソウラ（『Vジャンプ』2013年2月号〜2022年12月号)
- Dragon Departure（蒼天のソウラ公式サイト内連載。イラスト付きショートストーリーで描く続編）
- 東京放課後サモナーズ - キャラクターデザインの一員として参加している[7]。

## アシスタント
- 福島鉄平[8]

## アシスタント歴
- 村田雄介[9]
- 江尻立真[10]

## 逸話
- 江尻のアシスタントをしていた縁から、『P2! - let's Play Pingpong! -』の第3話で退部した卓球部員の保護者として名前が出ている。
- 大石浩二の『メゾン・ド・ペンギン』の単行本にコラボ企画で岩代俊明、坂本裕次郎らと共に参加している。
- 好きな漫画作品は『機動警察パトレイバー』と『マップス』[1]。
- 趣味はコーヒーを淹れること[1]。